# دوره پانزدهم مجلس شورای ملی
دوره پانزدهم مجلس شورای ملی در ۲۵ تیر ۱۳۲۶ بازگشایی شد و در ۶ مرداد ۱۳۲۸ به پایان رسید. نخستین جلسهٔ رسمی این دورهٔ مجلس نیز در روز ۶ مرداد ۱۳۲۶ برگزار شد.
ریاست مجلس پانزدهم در دست رضا حکمت بود. ۱۳۴ نماینده به مجلس راه یافتند و نمایندگان ارامنه جنوب و مهاباد تعیین نشدند. اعتبارنامه مراد اریه و خسرو قشقایی به تصویب نرسید و اعتبارنامهٔ حسن ارسنجانی در ۲۷ آبان ۱۳۲۶ رد شد. همچنین محمد ساعد به نخست‌وزیری رسید و از مجلس رفت. در این دوره، چهار کابینه برای رأی اعتماد به مجلس معرفی شدند. همچنین حدود ۹۰ قانون در مجلس به تصویب رسید.

## رخدادهای مهم

### انتخابات و افتتاح مجلس
مجلس چهاردهم قانونی را تصویب کرد که دورهٔ بعدی انتخابات، پس از خروج نیروهای خارجی از ایران برگزار شود. این قانون باعث شد که میان دوره‌های چهاردهم و پانزدهم، فترتی ۱۶ ماهه ایجاد شود. دوره پانزدهم مجلس در ۲۵ تیر ۱۳۲۶ با سخنرانی شاه افتتاح شد. رضا حکمت به ریاست مجلس رسید و دولت قوام استعفا کرد تا دولت جدید به مجلس معرفی شود.

### مجلس مؤسسان
پیشنهاد تشکیل مجلس مؤسسان پس از ترور نافرجام شاه داده شد و آیین‌نامهٔ انتخابات در ۱۰ اسفند ۱۳۲۷ از سوی دولت به مجلس داده‌شد. انتخابات مجلس مؤسسان در ۱۴ فروردین ۱۳۲۸ برگزار شد و جلسات این مجلس در روزهای ۱ تا ۲۰ اردیبهشت تشکیل شد. طبق اصل جدیدی که در مجلس مؤسسان به قانون اساسی افزوده شد، شاه می‌توانست مجلس شورای ملی و مجلس سنا را منحل کند. همچنین آیین‌نامهٔ انتخابات مجلس سنا به تصویب رسید و نخستین دورهٔ آن در ۲۰ بهمن ۱۳۲۸ فعالیت خود را آغاز کرد.

### کابینه
در دورهٔ پانزدهم چهار کابینه به مجلس معرفی شدند. کابینهٔ قوام نتوانست از مجلس رأی اعتماد بگیرد.
- ۲۲ شهریور ۱۳۲۶: کابینه چهارم احمد قوام
- ۶ دی ۱۳۲۶: کابینه سوم ابراهیم حکیمی
- ۱ تیر ۱۳۲۷: کابینه نخست عبدالحسین هژیر
- ۳۰ آبان ۱۳۲۷: کابینه چهارم محمد ساعد

### سایر رخدادها
- ۲۹ مهر ۱۳۲۶: رد قرارداد قوام-سادچیکف (امتیاز نفت به شوروی)
- ۱ خرداد ۱۳۲۷: تصویب قانون الحاق ایران به سازمان بهداشت جهانی
- ۱۵ تیر ۱۳۲۷: تصویب قانون عضویت قطعی ایران در یونسکو
- ۲۶ مرداد ۱۳۲۷: تصویب قانون عفو عمومی مجرمین غائله آذربایجان و زنجان
- ۱۲ اسفند ۱۳۲۷: تصویب قانون اصلاح قانون مطبوعات

## فراکسیون‌های مجلس
به گفتهٔ آبراهامیان نمایندگان دورهٔ پانزدهم در ۳ فراکسیون اصلی شکل گرفتند:
- فراکسیون دموکرات با نزدیک به ۸۰ کرسی که پس از مدتی، به دو فراکسیون تقسیم شد. یک فراکسیون به رهبری ملک الشعرای بهار شامل حدود ۴۵ نماینده و فراکسیون دیگر به رهبری سردار فاخر شامل حدود ۳۰ نفر بودند.
- فراکسیون اتحاد ملی شامل ۳۵ نماینده
- فراکسیون ملی شامل ۲۵ نماینده

البته عاقلی از شش فراکسیون نام برده‌است که شامل فراکسیون‌های اتحاد ملی، ملی، آزادی، اتفاق، دموکرات ایران و ترقی بودند.